# Mallochia jucunda
Mallochia jucunda là một loài tò vò trong họ Ichneumonidae.